# 斜交層理

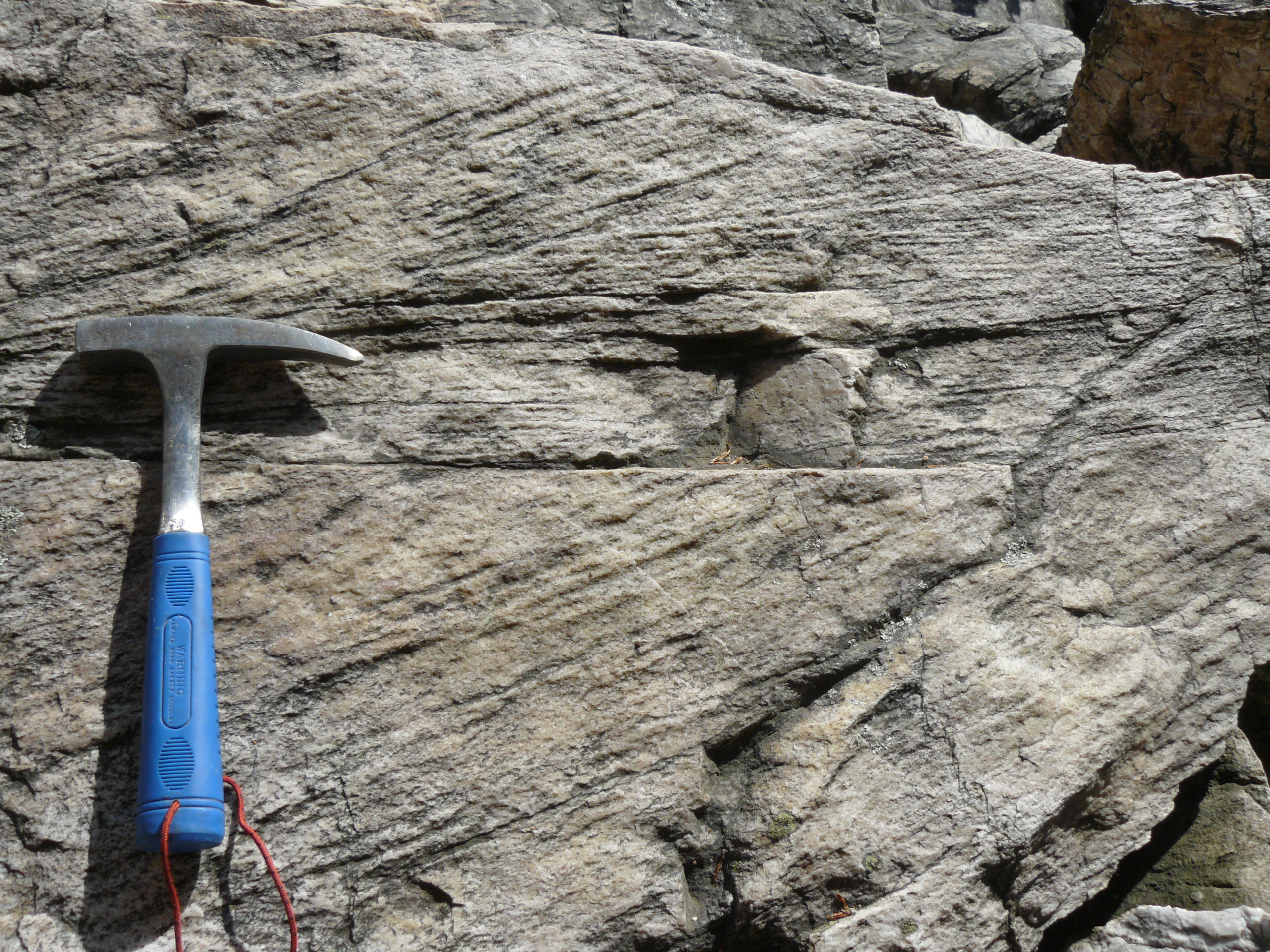
スロバキアのモドラの北西に所在するカルパティア山脈内にて撮影された斜交葉理

斜交層理（しゃこうそうり、英語: cross-bedding:8）は堆積構造の一つである。規模によっては斜交葉理（しゃこうようり、英語: cross-lamination:8）・クロスラミナという。
斜交層理と斜交葉理の区別はその規模によってなされる。保柳, 公文 & 松田 (2004)によると、具体的な大きさは示さないものの、小型のものは斜交葉理、大型のものは斜交層理としている:12。日本大百科全書によると、単層の厚さが1 cm以下のものが斜交葉理であり、これ以上のものが斜交層理であるとしている。Hurlbut (1976)は厚さが数mmより小さいものは斜交葉理であり、それ以上のものが斜交層理であるとしている。また、神奈川県立生命の星・地球博物館 (2016)は、斜交葉理を小型のものもしくは単層内部のものとしている:45。

## 形成
斜交層理は一定の流れの中において砕屑物が堆積を繰り返すことによって形成される。同じ環境では漣痕やこれが連続したデューンが形成されることもあり、その内部構造となっていることもある:12。また、斜交層理や斜交葉理の内部においては級化層理が見られることもある。
流速が低速な場所においては平板型斜交層理が、高速な場所においてはトラフ型斜交層理が形成される。これは漣痕の形状が直線状から曲線状に変化することに対応する:21:12。このような斜交層理や斜交葉理は漣痕やデューンの前進に伴って形成される:89。
このように形成されたため、地層中に斜交層理もしくは斜交葉理が存在した場合は、水や風などの流動性のある物体が存在したという堆積環境を示している。

## 種類
斜交層理にはいくつかの種類が存在する。

### ヘリンボーン構造
ヘリンボーン構造（英: herringbone structure）は異なる流向を持つ二つの流れによって形成されるニシンの骨状の構造であり、主に潮汐に伴う堆積によって形成される:74。

### ハンモック状斜交層理
ハンモック状斜交層理（英: hummocky cross stratification、HCS:74）はシルトから砂にかけてみられる斜交葉理の一種である。この構造の中において上側に凸の部分を「ハンモック」、反対に下側に凸の部分を「スウェール」と呼ぶ。
強い水理条件において形成されるものとしては、ハンモックの存在せずスウェールのみが存在する「スウェール状斜交層理」（英: swaley cross stratification、SCS:74）が存在する。これはLeckie & Walker (1982)において提唱されたものである:70。

## 活用

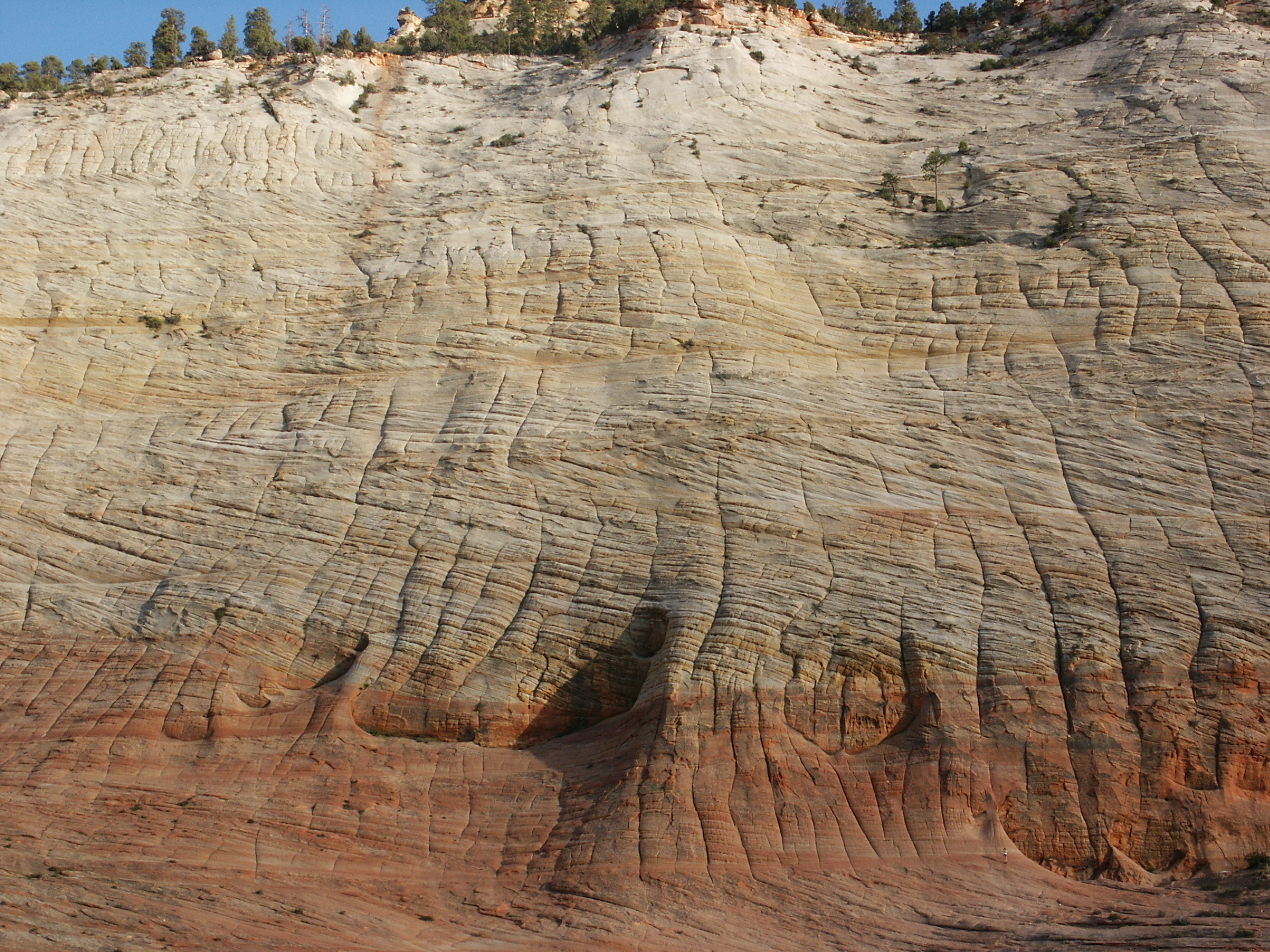
ザイオン国立公園内に見られる地層中の斜交層理

斜交層理の存在は、以下に挙げる事柄を示しうる。

### 古流向
先に示した通り、斜交層理は流向によってその形状が変化する。すなわちその形状からかつての流向を検討することが可能である。
平板型斜交葉理もしくは斜交葉理では、その傾斜面の走向と傾斜を測定することによって古流向を復元することが可能である。水平に近い斜交層理もしくは斜交葉理においては、この走向と直交する方向がそのまま古流向となる。傾斜のある地層においては、傾斜面に加えてその地層の走向と傾斜を測定した上で、ステレオ投影を行うことによって古流向を復元することが可能である:89-90。

## 関連文献
- Harms, J.C.; Southard, J.B.; Spearing, D.R.; Walker, R.G. (1975). Depositional Environments as Interpreted from Primary Sedimentary Structures and Stratification Sequences. SEPM Short Course Notes. Vol. 2. Society for Sedimentary Geology. doi:10.2110/scn.75.02. ISBN 978-1-565-76231-2。
- Leckie, D.A.; Walker, R.G. (1 February 1982). "Storm-and Tide-Dominated Shorelines in Cretaceous Moosebar-Lower Gates Interval - Outcrop Equivalents of Deep Basin Gas Trap in Western Canada1". AAPG Bulletin. 66 (2): 138–157. doi:10.1306/03B59A53-16D1-11D7-8645000102C1865D. ISSN 0149-1423. OCLC 5866411881。